# 大阪府立今宮高等学校
大阪府立今宮高等学校（おおさかふりつ いまみや こうとうがっこう）は、大阪府大阪市浪速区にある公立高等学校。

## 概要
1906年に大阪府立今宮中学校として創立した。大阪市内の旧制中学校としては四番目の創立である。校章は旧制中学の「中」を表す六稜に「今」で、左右に付した四本線は「市内第四中学」であることを表している。
新制高等学校への改編当初は全日制・定時制を併設する普通科高等学校だったが、全日制課程は1996年、柴島・松原の各高等学校とともに、大阪府内の公立高等学校としては初めて総合学科へと改編されている。定時制課程は大阪府の定時制高校再編策により、1998年3月に閉課程となった。
総合学科で単位制。2010年度まで2期制を採用していたが、2011年度より3期制に戻した。「個性の伸張」と「知性の育成」の2つを大きな柱としている。2・3年時に3系列5コースに分かれて学習する。かつては「医薬学入門」「航空宇宙工学」など、大学との連携によって開設される理系科目も存在した。
留学生の受け入れなどの教育活動を積極的に展開している。屋上に開閉ドーム式のプールがあるが、現在は開閉装置の故障で開かなくなっている。「学校を美術館に」とのスローガンのもと、校内の各所に生徒の美術・書道・書画等の芸術作品が展示されている。
2020年度以降、知的障害を持つ生徒がともに学ぶ「共生推進教室」を設置している。共生推進教室の生徒の学籍は大阪府立なにわ高等支援学校に属するが、週4日今宮高等学校に通い高等学校の生徒とともに授業を受ける。
服装については校則ではなく服装自主規制を定めており、生徒自身による風紀の是正を行っている。規定によると学生服はあくまで標準服であり、式典等以外で強制されることはない。
同窓会は「自彊会」と称し、構内に「自彊会館」という建物を所有している。自彊会館は2棟あり、正門を入ってすぐ左に見えるのが「新自彊会館」、グラウンドのバックネット後方にあるのが「旧自彊会館」である。生徒が主に利用するのは新自彊会館であり、特別授業や文化祭で利用される他、昼休みには軽音エレキ部によるミニライブが定期的に開催されている。旧自彊会館は普通科時代の卒業生が利用することがほとんどである。

## 沿革

### 旧制中学校時代
1906年3月9日の文部省告示により、大阪府立今宮中学校が大阪市南区馬渕町350番地（現在の浪速区恵美須西3丁目）に設置され、同年4月より開校することが決定した。
開校の背景としては、当時大阪市内にあった3中学校が過密となり、過密化の解消のために大阪市内に新設中学校の増設が必要と判断されたことがあげられる。当時の大阪府は日露戦争後の財政難に陥っていたため、郡部にあった池田中学校を廃校にした上で、池田中学校にかかっていた費用を今宮中学校の新設・運営費用として回した。
開校準備作業や新入生募集などを経て、1906年4月22日に第一回入学式が実施された。
馬渕町校舎は仮校舎の扱いだった。現在地での校舎新築工事が1907年よりおこなわれ、1908年3月25日に南区宮津町（現在地）に移転している。
1933年には鉄筋コンクリート校舎が竣工した。柱やレンガの階段に縦の線が強調された近代的なデザインだった。
太平洋戦争の影響により、1944年以降勤労動員がおこなわれるようになった。また校庭を畑として開墾する作業も実施された。校舎の一部は兵舎に転用されている。
1945年3月13日の第一次大阪大空襲では、柔剣道場や食堂などを焼失する被害を受けた。1945年6月26日には今宮駅付近に落下した爆弾の爆風により、校舎の窓ガラスを破損する被害を受けた。
終戦直後の1945年10月から11月6日にかけて、枕崎台風水害で被災した大阪府立市岡中学校（現在の大阪府立市岡高等学校）の仮校舎として、一部教室を市岡中学校に貸し出した。
GHQは1946年6月27日、プールとその周辺の校庭を接収し、進駐軍専用の建物を建設した。プールと校庭は1951年10月19日に返還されている。

### 新制高等学校
1948年の学制改革により大阪府立今宮高等学校が発足した。全日制普通科と夜間課程（のち定時制に改称）普通科を設置している。
1948年5月28日に大阪府立泉尾高等学校と男女生徒・教職員を交流し、次いで同年6月15日には大阪市立南高等学校と男女生徒・教職員を交流して男女共学となった。
かつては制服制度があったが、1973年には服装の自由化を実施している。
1933年に建設した鉄筋コンクリート校舎が老朽化したことから、同時期に鉄筋コンクリート校舎を建設した他の大阪府立高校とともに、1990年代に校舎建て替えの予算が付くことになった。新校舎は1995年に竣工している。
1994年12月1日に「将来構想研究グループ」が発足し、学校改革についての検討を始めていた。2学期制導入や教育課程の全面見直し、少人数授業の拡大などを検討することにした。議論の中で総合学科への改編が提案され、他県の総合学科高校の視察など研究や具体化が進んだ。1995年9月19日には職員会議で研究グループの原案が可決され、また直後の1995年9月22日には大阪府教育委員会が「今宮・柴島・松原の3府立高校を総合学科に改編する」と発表した。
「将来構想研究グループ」は「今宮総合学科設置準備委員会」に改組され、準備作業を経て1996年度新入生より総合学科へと移行した。
第19代校長・田村昌平を中心にした当時の教職員は大阪教育大学教授（教育学）・大脇康弘の協力を得て、開設初期の総合学科の取り組みをまとめた書籍『学校を変える・授業を創る-今宮総合学科の挑戦』（学事出版、大脇康弘・田村昌平編、ISBN 978-4761908300）を2002年6月に出版している。

### 定時制
旧制今宮中学校内に1941年、各種学校の大阪府立今宮夜間中学校が併設されたことが、今宮高校定時制の起源となっている。翌1942年には中等学校令に基づき、大阪府立今宮第二中学校と改称された。
1948年の学制改革に伴い、今宮中学校と今宮第二中学校が合併・再編する形で、全日制・定時制併設の大阪府立今宮高等学校となり、夜間課程と称した。夜間課程は1950年に定時制課程と改称した。定時制課程では普通科を設置した。
しかし大阪府教育委員会が定時制高校を大幅に再編する策を打ち出したことに伴い、1995年に今宮・市岡・勝山・高津・守口・佐野の6校の定時制が統廃合の対象となることが発表された。対象となった6校の関係者が連携しての統廃合反対運動なども起こったが覆すことはできず、定時制は1996年以降の募集を停止し、1998年3月に閉課程となった。
1996年に近隣の大阪府立今宮工業高等学校（現・大阪府立今宮工科高等学校）定時制に普通科が併設され、今宮高校定時制の実質的な後継と位置づけられた。

### 年表
- 1906年3月9日 - 大阪府立今宮中学校として開校認可。
- 1906年4月22日 - 第1期生150名入学。校訓を「誠実剛毅」とする。
- 1907年9月10日 - 南区宮津町（現在地）に移転認可。
- 1908年3月25日 - 現在地に移転。
- 1933年10月28日 - 鉄筋コンクリートの校舎竣工。柱やレンガの階段に縦の線が強調された近代的なデザインだった。
- 1942年3月6日 - 夜間中学校認可。
- 1942年4月1日 - 大阪府立今宮夜間中学校開校。
- 1943年 - 夜間中学が大阪府立今宮第二中学校となる。
- 1947年 - 校訓に「和親協同」を追加。
- 1948年 - 学制改革により大阪府立今宮高等学校となる。全日制課程（旧制今宮中学校を母体）、夜間課程（旧制今宮第二中学校を母体）を併設。両課程とも普通科を設置。
- 1948年 - 大阪府立泉尾高等学校、大阪市立南高等学校と生徒を交流、男女共学制を実施。
- 1950年 - 夜間課程を定時制課程に改称。
- 1959年 - 国道26号の拡幅により学校敷地減少。校門および学校西側の塀が数メートル東に移動。
- 1971年 - 新プール完成。
- 1973年4月 - 制服を自由化。
- 1976年 - 新体育館が完成（現在も使用）
- 1995年 - 新校舎落成。
- 1995年9月22日 - 総合学科高校への改編が発表される。
- 1996年4月 - 総合学科高校へ改編。校訓に「輝け個性」を追加。
- 1998年 - 校訓に「磨け知性」を追加。
- 1998年3月31日 - 定時制課程が閉課程。
- 2002年 - 2期制を導入。
- 2003年 - 大阪府教育委員会のエル・ハイスクール事業の指定を受ける（2007年度まで5年間）。
- 2011年 - 3期制に変更。
- 2020年 - 知的障害を持つ生徒の共生推進教室を設置。

## 部活動
放送部は1996年度大阪代表としてNHK全国高校放送コンテストに出場した。
野球部は1947年、第19回選抜中等学校野球大会に出場している。当時の野球部長（顧問教諭）は、のちに芥川賞作家となる庄野潤三だった。
2015年には大阪府の総合学科高校初の秋季高等学校野球大会大阪府予選ベスト16進出を果たした。翌年には同大会ベスト8に進出し、21世紀枠の大阪府候補に選出されている。
大阪府下には水球部を持つ高校は5校存在するが、そのうちの1校がこの今宮であり、大阪選抜にも数名が選出されている。
ダンス部は、『日本高校ダンス部選手権』夏の公式全国大会において、2014年全国優勝、2009年、2012年、2013年、2015年、2016年、2017年優秀賞を受賞している。

## 出身者

### 政治・行政
- 石井卓雄 - 大日本帝国陸軍少佐。（中00期）
- 大倉真隆 - 日本輸出入銀行総裁。元大蔵事務次官（中12期）
- 徳田虎雄 - 政治家、医師。元衆議院議員、政党自由連合代表（高9期）

### 経済
- 入江伸 - 伸学社塾長（中27期）
- 大川功 - CSK創業者。元セガ会長など（中25期）
- 小濵裕正 - ユナイテッド・スーパーマーケット・ホールディングス相談役（高11期）
- 端田泰三 - 元富士銀行頭取（中34期）
- 八田竹男 - 元吉本興業社長（中22期）
- 領木新一郎 - 元大阪ガス会長（中37期）

### 学者
- 神田貞之助 - 神戸大学名誉教授（中22期）
- 芝本武夫 - 東京大学名誉教授（中13期）
- 丹羽貴知蔵 - 北海道大学名誉教授（中17期）
- 萩原雄祐 - 天文学者。文化勲章（中4期）
- 福井謙一 - 京都工芸繊維大学元学長。1981年ノーベル化学賞（中26期）
- 細川隆雄 - 愛媛大学名誉教授[要出典]
- 堀尾正雄 - 京都大学名誉教授（中13期）
- 水野正好 - 考古学者。奈良大学元学長
- 森野米三 - 構造科学、文化勲章（中16期）
- 諸熊奎治 - 理論化学者（高5期）
- 山口次郎 - 摂南大学学長（第2代）（中12期[要出典]）
- 吉岡崇仁 - 京都大学名誉教授

### 文芸
- 飯田信夫 - 作曲家（中11期）
- 伊原宇三郎 - 画家（中5期）
- 今江祥智 - 児童文学者（高2期）
- 金城宗幸 - 漫画原作者。（総合学科8期）
- 川上徹也 - コピーライター。ビジネス作家（高31期）
- 上林猷夫 - 詩人（中22期）
- 高橋和巳 - 小説家、中国文学研究者（中39期）
- 武田麟太郎 - 作家（中12期）
- 田中徳三 - 映画監督（中28期）
- 淡徳三郎 - 社会評論家（中10期）
- 津村記久子 - 作家、芥川賞（高48期）
- 藤沢桓夫 - 作家（中12期）
- 町田康 - 小説家。芥川賞（高32期）

### 芸能・文化・スポーツ
- 秋田實 - 漫才作家（中13期）
- 伊原剛志 - 俳優（高34期）
- 烏川耕一 - 芸人（吉本新喜劇）（高43期）
- 内田和男 - アナウンサー（高31期）
- 岡田斗司夫 - 元ガイナックス社長。オタク学（高29期）
- 小川勝広 - 映画プロデューサー（高37期）
- 金山康喜 - 画家（中34期）
- SHINGO☆西成 - ヒップホップMC（高43期）
- 趙博 - ミュージシャン
- 西本智実 - 指揮者（高41期）
- ニッタロビンソン（仁田和伸） - お笑いコンビ「プラッチック」
- 林健 - お笑い芸人「ギャロップ」（高49期）
- 林家染丸 - 落語家（中退）
- 辰巳典子 - 女優（中退）
- 戸田忠男 - 剣道範士

## 関係者
- 折口信夫 - 詩人・歌人「釈迢空」。国漢科教員（在職1911年10月-1914年3月）
- 庄野潤三 - 作家。歴史（社会科）教員（在職1945年9月-1949年3月）
- 森晴秀 - 神戸大学名誉教授。定時制課程教諭（在職1960年-1962年）

## 交通
- 南海本線・高野線、JR大阪環状線・大和路線新今宮駅より北西へ約300m
- Osaka Metro御堂筋線・四つ橋線 大国町駅より南へ約300m
- 大阪環状線・大和路線今宮駅より南東へ約600m
- 南海高野線 今宮戎駅より南西へ約600m
- Osaka Metro堺筋線 恵美須町駅（4号出入口）より南西へ約900m
- 阪堺電気軌道阪堺線 恵美須町駅より南西へ約900m